# 周城镇 (溧阳市)
周城镇，是中华人民共和国江苏省常州市溧阳市下辖的一个已撤销乡镇级行政单位，位于溧阳市西南部。2007年撤销。

## 历史
北宋设從山鄉，南宋增设周城步，明朝從山鄉改为從山區。中华民国时期重建县下区划，设置周城镇，一度作为县辖区驻地，1949年拆分乡镇后改为周城乡，隶属於县辖社渚区，1957年后直属於溧阳县，1958年后改称周城公社，1960年至1961年划归社渚公社，1983年后复称周城乡。
1988年周城撤乡建镇，2007年撤销周城镇，原辖地大部划归社渚镇，东部少部划归天目湖镇。

## 行政区划
撤销前周城镇下辖以下地区：
周城镇社区、梅山村、金庄村、周城村、汤山村、金峰村、金山村、欣丁村、洙漕村和濮家村。                         